# Kargil (distrikt)
Kargil är ett distrikt i Indien.   Det ligger i unionsterritoriet Ladakh, i den norra delen av landet, 600 km norr om huvudstaden New Delhi.